# Elizaveta Ukolova
Elizaveta Ukolova (rusky Елизавета Уколова; * 12. března 1998 Kirov, Rusko) je česká krasobruslařka ruského původu.
S bruslením začala v sedmi letech v Poděbradech, kam se její rodina přestěhovala z Ruska, když jí byly dva roky. V roce 2012 získala české občanství.
V roce 2012 a 2013 se účastnila mistrovství světa juniorů. V NRW Trophy v Německu obsadila mezi juniorkami v roce 2011 druhé místo a v roce 2012 tuto soutěž vyhrála.
Zúčastnila se Zimních olympijských her 2014, kde obsadila 22. místo.